# Podbrđe
Podbrđe es una localidad de Croacia en el municipio de Popovača, condado de Sisak-Moslavina.

## Geografía
Se encuentra a una altitud de 122 m s. n. m. a 68,4 km de la capital nacional, Zagreb.

## Demografía
En el censo 2011, el total de población de la localidad fue de 181 habitantes.